# 901 (číslo)
Devět set jedna je přirozené číslo. Římskými číslicemi se zapisuje CMI a řeckými číslicemi se zapisuje ϡαʹ. Následuje po čísle devět set a předchází číslu devět set dva.

## Matematika
901 je:
- Poloprvočíslo
- Deficientní číslo
- Složené číslo
- Šťastné číslo

## Astronomie
- (901) Brunsia je planetka hlavního pásu, kterou objevil v roce 1918 Max Wolf

## Roky
- 901
- 901 př. n. l.